# Кладония звездчатая
Кладония звездчатая (лат. Cladonia stellaris)  — вид лишайников рода Кладония (Cladonia) семейства Кладониевые (Cladoniaceae).

## Описание
Таллом горизонтальный, накипной, быстро исчезает. Подеции (вторичный таллом) 5—30 см высотой, от беловато- до желтовато-серого цвета, густо разветвлённые, образуют куполовидные кустики. Апикальные веточки короткие, толстые, звездообразно расположенные, внутри красного цвета.
Апотеции тёмно-коричневые, встречаются редко. Размножение — преимущественно вегетативное: пикноконидиями и фрагментами слоевища, реже — спорами.

## Среда обитания и распространение
Обитает на песчаных почвах, склонах дюн.

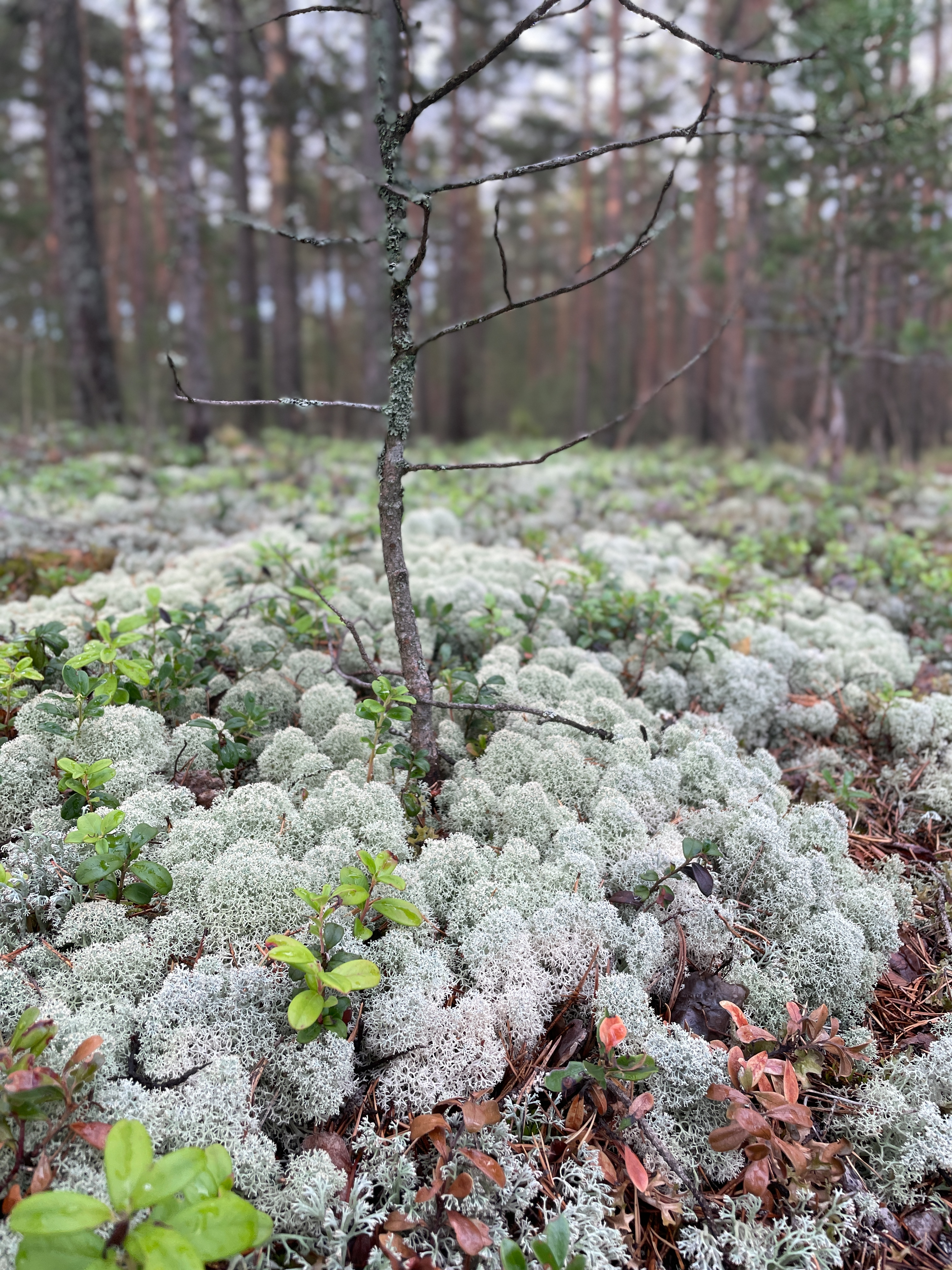
Талломы на почве (между ними — побеги брусники и мёртвая молодая сосна). Ленобласть, окр. оз. Гусиное, бруснично-лишайниковый сосняк

В России встречается в европейской части, Западной Сибири и Восточной Сибири, на Дальнем Востоке и Урале. За рубежом обитает в Европе и Азии, Северной Америке, Гренландии.
Образует громадные запасы во многих районах Севера. К влаге и свету неприхотлива. Для широкого развития требует значительного снежного покрова.

## Значение и применение
Ценное кормовое растение. Имеет большое значение как корм для северных оленей (Rangifer tarandus) во многих районах Севера благодаря массовому распространению. Оленями поедается хорошо, но хуже чем кладония оленья (Cladonia rangiferina). 
По данным 10 анализов при гигроскопической влаге 11,09 % содержит: 2,45 % протеина, 1,80 % жира, 33,06 % клетчатки, 48,23 % БЭВ, 1,15 % золы. 
Применяется для получения усниновой кислоты и как антимикробное средство.

## Охранный статус
Вид занесён в Красные книги Липецкой и Воронежской областей, в Красную книгу Мордовии, Красную книгу Санкт-Петербурга и Красную книгу Москвы. Растёт в ряде охраняемых природных территорий России.